# Villa Maderna
Die Villa Maderna ist ein Landhaus aus den 1950er-Jahren im Viertel Posillipo von Neapel in der italienischen Region Kampanien. Sie liegt in der Via del Parco Carelli, 87.

## Geschichte und Beschreibung
Das Landhaus ist ein wertvolles Beispiel für den italienischen Rationalismus, entworfen von dem ursprünglich aus Polen stammenden David Pacanowski, der in die Fußstapfen der Moderne trat.
Die Planung begann 1957 und kam 1959 zur Ausführung.
Die Villa steht auf einem Felsvorsprung, wobei die Schlafzimmer auf den Golf von Neapel ausgerichtet sind.
Der Grundriss des Landhauses ist L-Förmig und es besteht aus zwei Baukörpern unterschiedlicher Höhe, verbunden mit der Treppe des Terrassendaches; letzterer wurde mit Gras bepflanzt. Das Wohnzimmer ist durch kleine, dreieckige Gewächshäuser von der Terrasse getrennt; die Böden der Innenräume bestehen aus Majolika aus Vietri sul Mare.
Im umgebenden Garten findet man Eukalypten, Zypressen und Pinien.